# Bahnstrecke Laroche-Migennes–Cosne
| Bahnübergang beim Bahnhof Étais, 2015 |                                            | | |
| Streckennummer (SNCF): | 753 000                                    | | |
| Kursbuchstrecke (SNCF): | 72/73 (P.O. / SNCF)                        | | |
| Streckenlänge: | 134,3 km                                   | | |
| Spurweite: | 1435 mm (Normalspur)                       | | |
| Maximale Neigung: | 10 ‰                                       | | |
| Streckengeschwindigkeit: | 120 bzw. 100 km/h                          | | |
| Zweigleisigkeit: | auf 8 km zw. Laroche-Migennes und Chemilly | | |
| |                                            | | |
| \| \| \| Bahnstrecke Paris–Marseille von Paris \| \| \| \| 154,9 \| Laroche–Migennes \| 87 m \| \| \| \| Bahnstrecke Paris–Marseille nach Marseille \| \| \| \| 155,5 \| Armançon (111 m) \| Armançon (111 m) \| \| \| 156,7 \| Chény \| 89 m \| \| \| \| Bahnstrecke Laroche–L’Isle-Angely (Tacot du Serein n. L’Isle-Angely) \| \| \| \| 159,2 \| Bonnard–Bassou \| 89 m \| \| \| 159,8 \| Serein (82 m) \| Serein (82 m) \| \| \| ~160,1 \| Moulin de Bonnard \| Moulin de Bonnard \| \| \| 160,2 \| Beaumont \| 90 m \| \| \| ~160,4 \| Camp de Chemilly \| Camp de Chemilly \| \| \| 162,7 \| Chemilly–Appoigny \| 92 m \| \| \| 167,6 \| A 6 \| A 6 \| \| \| \| Bahnstrecke Saint-Florentin–Monéteau-Gurgy von St. Florentin \| \| \| \| 168,3 \| Monéteau-Gurgy \| 103 m \| \| \| 171,4 \| N 77 \| N 77 \| \| \| 171,4 \| Jonches \| 102 m \| \| \| 174,2 \| Auxerre-Saint-Gervais \| 102 m \| \| \| ~174,4 \| Bahnstrecke Auxerre-Saint-Gervais–Gien nach Gien \| Bahnstrecke Auxerre-Saint-Gervais–Gien nach Gien \| \| \| ~174,5 \| D 124 (ehem. N 6) \| D 124 (ehem. N 6) \| \| \| 178,8 \| Augy-Vaux \| 103 m \| \| \| 182,0 \| Champs-Saint-Bris \| 109 m \| \| \| ~182,3 \| D 606 (ehem. N 6) \| D 606 (ehem. N 6) \| \| \| 183,7 \| Yonne (90 m) \| Yonne (90 m) \| \| \| 186,3 \| Vincelles \| 110 m \| \| \| ~191,0 \| D 606 (ehem. N 6) \| D 606 (ehem. N 6) \| \| \| 191,4 \| Cravant-Bazarnes \| 122 m \| \| \| 191,7 \| Yonne (66 m) \| Yonne (66 m) \| \| \| \| Bahnstrecke Cravant-Bazarnes–Dracy-Saint-Loup nach Dracy ü. Avallon \| \| \| \| 195,7 \| Prégilbert \| 119 m \| \| \| 196,8 \| Canal du Nivernais (26 m) \| Canal du Nivernais (26 m) \| \| \| 197,1 \| Yonne (58 m) \| Yonne (58 m) \| \| \| 197,5 \| Trucy-sur-Yonne \| 120 m \| \| \| 200,4 \| Mailly-la-Ville \| 132 m \| \| \| 203,1 \| Mailly-le-Château \| 128 m \| \| \| 203,3 \| Canal du Nivernais + Yonne (21 + 60 m) \| Canal du Nivernais + Yonne (21 + 60 m) \| \| \| 203,8 \| Canal du Nivernais + Yonne (23 + 54 m) \| Canal du Nivernais + Yonne (23 + 54 m) \| \| \| 207,0 \| Merry-sur-Yonne \| 137 m \| \| \| 207,7 \| Canal du Nivernais + Yonne (74 + 18 m) \| Canal du Nivernais + Yonne (74 + 18 m) \| \| \| 210,3 \| Châtel-Censoir \| Châtel-Censoir \| \| \| 213,6 \| Canal du Nivernais + Yonne (90m) \| Canal du Nivernais + Yonne (90m) \| \| \| 215,4 \| Lucy-sur-Yonne \| 140 m \| \| \| 217,6 \| Crain \| 141 m \| \| \| 218,2 \| Coulanges-sur-Yonne \| Coulanges-sur-Yonne \| \| \| ~218,6 \| Yonne \| Yonne \| \| \| ~219,0 \| N 151 \| N 151 \| \| \| ~219,7 \| Département Yonne / Nièvre \| Département Yonne / Nièvre \| \| \| 220,4 \| Pousseaux \| 143 m \| \| \| \| Yonne \| \| \| \| \| Bahnstrecke Triguères–Surgy von Triguères \| \| \| \| 222,1 \| Surgy \| 144 m \| \| \| 226,7 \| Clamecy \| 161 m \| \| \| ~228,0 \| D 977 (ehem. N 77) \| D 977 (ehem. N 77) \| \| \| ~228,0 \| Beuvron \| Beuvron \| \| \| ~229,0 \| Beuvron \| Beuvron \| \| \| \| Bahnstrecke Clamecy–Gilly-sur-Loire von Cercy-la-Tour \| \| \| \| 229,0 \| Bahnstrecke Clamecy–Nevers nach Nevers (Abzw. Beaugy) \| Bahnstrecke Clamecy–Nevers nach Nevers (Abzw. Beaugy) \| \| \| ~229,6 \| Sauzay \| Sauzay \| \| \| ~229,9 \| D 977 (ehem. N 151) \| D 977 (ehem. N 151) \| \| \| ~230,3 \| N 151 (neue Trasse) \| N 151 (neue Trasse) \| \| \| 231,6 \| Moulot \| 171 m \| \| \| 236,4 \| Billy-sur-Oisy \| 203 m \| \| \| ~240,4 \| Département Nièvre / Yonne \| Département Nièvre / Yonne \| \| \| 244,2 \| Étais \| 255 m \| \| \| ~246,9 \| Département Yonne / Nièvre \| Département Yonne / Nièvre \| \| \| 252,0 \| Entrains \| 221 m \| \| \| \| Streckenende \| \| \| \| ~252,2 \| D 957 (ehem. N 457) \| D 957 (ehem. N 457) \| \| \| 258,6 \| Ciez-Couloutre \| 222 m \| \| \| 262,9 \| Perroy \| 200 m \| \| \| 268,0 \| Donzy \| 188 m \| \| \| 274,6 \| Suilly \| 169 m \| \| \| 277,5 \| Saint-Quentin \| 166 m \| \| \| 280,5 \| Saint-Martin-Saint-Laurent \| 164 m \| \| \| \| A 77 \| \| \| \| \| \| \| \| \| \| Bahnstrecke Moret-Veneux-les-Sablons–Lyon-Perrache n. Lyon-P. u. Bahnstrecke Saint-Germain-du-Puy–Cosne-Cours-sur-Loire n. Bourges \| \| \| \| \| \| \| \| \| \| Nohain \| \| \| \| ~288,8 \| D 33A (ehem. N 455) \| D 33A (ehem. N 455) \| \| \| 289,2 195,1 \| Cosne-sur-Loire \| 149 m \| \| \| \| Bahnstrecke Moret-Veneux-les-Sablons–Lyon-Perrache n. Moret-Veneux \| \| |                                            | | |
| |                                            | Bahnstrecke Paris–Marseille von Paris                                                                                              | |
| U-Bahn-Kopfbahnhof Streckenanfang · Bahnhof | 154,9                                      | Laroche–Migennes | 87 m |
| Abzweig geradeaus und nach links |                                            | Bahnstrecke Paris–Marseille nach Marseille                                                                                         | Bahnstrecke Paris–Marseille nach Marseille                                                                                         |
| Brücke über Wasserlauf | 155,5                                      | Armançon (111 m) | Armançon (111 m) |
| ehemaliger Haltepunkt / Haltestelle | 156,7                                      | Chény | 89 m |
| Kreuzung geradeaus unten · U-Bahn-Strecke quer |                                            | Bahnstrecke Laroche–L’Isle-Angely (Tacot du Serein n. L’Isle-Angely)                                                               | Bahnstrecke Laroche–L’Isle-Angely (Tacot du Serein n. L’Isle-Angely)                                                               |
| ehemaliger Bahnhof | 159,2                                      | Bonnard–Bassou | 89 m |
| Brücke über Wasserlauf | 159,8                                      | Serein (82 m) | Serein (82 m) |
| Abzweig geradeaus und von rechts | ~160,1                                     | Moulin de Bonnard | Moulin de Bonnard |
| ehemaliger Haltepunkt / Haltestelle | 160,2                                      | Beaumont | 90 m |
| Abzweig geradeaus und ehemals nach rechts | ~160,4                                     | Camp de Chemilly | Camp de Chemilly |
| Bahnhof | 162,7                                      | Chemilly–Appoigny | 92 m |
| Strecke mit Straßenbrücke | 167,6                                      | A 6 | A 6 |
| Abzweig geradeaus und ehemals von links |                                            | Bahnstrecke Saint-Florentin–Monéteau-Gurgy von St. Florentin                                                                       | Bahnstrecke Saint-Florentin–Monéteau-Gurgy von St. Florentin                                                                       |
| Bahnhof | 168,3                                      | Monéteau-Gurgy | 103 m |
| Bahnübergang | 171,4                                      | N 77 | N 77 |
| ehemaliger Haltepunkt / Haltestelle | 171,4                                      | Jonches | 102 m |
| Bahnhof | 174,2                                      | Auxerre-Saint-Gervais | 102 m |
| Abzweig geradeaus und ehemals nach rechts | ~174,4                                     | Bahnstrecke Auxerre-Saint-Gervais–Gien nach Gien                                                                                   | Bahnstrecke Auxerre-Saint-Gervais–Gien nach Gien                                                                                   |
| Strecke mit Straßenbrücke | ~174,5                                     | D 124 (ehem. N 6) | D 124 (ehem. N 6) |
| Haltepunkt / Haltestelle | 178,8                                      | Augy-Vaux | 103 m |
| Bahnhof | 182,0                                      | Champs-Saint-Bris | 109 m |
| Strecke mit Straßenbrücke | ~182,3                                     | D 606 (ehem. N 6) | D 606 (ehem. N 6) |
| Brücke über Wasserlauf | 183,7                                      | Yonne (90 m) | Yonne (90 m) |
| Bahnhof | 186,3                                      | Vincelles | 110 m |
| Strecke mit Straßenbrücke | ~191,0                                     | D 606 (ehem. N 6) | D 606 (ehem. N 6) |
| Bahnhof | 191,4                                      | Cravant-Bazarnes | 122 m |
| Brücke über Wasserlauf | 191,7                                      | Yonne (66 m) | Yonne (66 m) |
| Abzweig geradeaus und nach links |                                            | Bahnstrecke Cravant-Bazarnes–Dracy-Saint-Loup nach Dracy ü. Avallon                                                                | Bahnstrecke Cravant-Bazarnes–Dracy-Saint-Loup nach Dracy ü. Avallon                                                                |
| ehemaliger Bahnhof | 195,7                                      | Prégilbert | 119 m |
| Brücke über Wasserlauf | 196,8                                      | Canal du Nivernais (26 m) | Canal du Nivernais (26 m) |
| Brücke über Wasserlauf | 197,1                                      | Yonne (58 m) | Yonne (58 m) |
| ehemaliger Haltepunkt / Haltestelle | 197,5                                      | Trucy-sur-Yonne | 120 m |
| Bahnhof | 200,4                                      | Mailly-la-Ville | 132 m |
| ehemaliger Haltepunkt / Haltestelle | 203,1                                      | Mailly-le-Château | 128 m |
| Brücke über Wasserlauf | 203,3                                      | Canal du Nivernais + Yonne (21 + 60 m)                                                                                             | Canal du Nivernais + Yonne (21 + 60 m)                                                                                             |
| Brücke über Wasserlauf | 203,8                                      | Canal du Nivernais + Yonne (23 + 54 m)                                                                                             | Canal du Nivernais + Yonne (23 + 54 m)                                                                                             |
| ehemaliger Haltepunkt / Haltestelle | 207,0                                      | Merry-sur-Yonne | 137 m |
| Brücke über Wasserlauf | 207,7                                      | Canal du Nivernais + Yonne (74 + 18 m)                                                                                             | Canal du Nivernais + Yonne (74 + 18 m)                                                                                             |
| Bahnhof | 210,3                                      | Châtel-Censoir | Châtel-Censoir |
| Brücke über Wasserlauf | 213,6                                      | Canal du Nivernais + Yonne (90m)                                                                                                   | Canal du Nivernais + Yonne (90m)                                                                                                   |
| ehemaliger Haltepunkt / Haltestelle | 215,4                                      | Lucy-sur-Yonne | 140 m |
| ehemaliger Haltepunkt / Haltestelle | 217,6                                      | Crain | 141 m |
| Bahnhof | 218,2                                      | Coulanges-sur-Yonne | Coulanges-sur-Yonne |
| Brücke über Wasserlauf | ~218,6                                     | Yonne | Yonne |
| Bahnübergang | ~219,0                                     | N 151 | N 151 |
| Grenze | ~219,7                                     | Département Yonne / Nièvre | Département Yonne / Nièvre |
| ehemaliger Haltepunkt / Haltestelle | 220,4                                      | Pousseaux | 143 m |
| Brücke über Wasserlauf |                                            | Yonne | Yonne |
| Abzweig geradeaus und ehemals von rechts |                                            | Bahnstrecke Triguères–Surgy von Triguères                                                                                          | Bahnstrecke Triguères–Surgy von Triguères                                                                                          |
| ehemaliger Bahnhof | 222,1                                      | Surgy | 144 m |
| Bahnhof | 226,7                                      | Clamecy | 161 m |
| Strecke mit Straßenbrücke | ~228,0                                     | D 977 (ehem. N 77) | D 977 (ehem. N 77) |
| Brücke über Wasserlauf | ~228,0                                     | Beuvron | Beuvron |
| Brücke über Wasserlauf | ~229,0                                     | Beuvron | Beuvron |
| Abzweig geradeaus und nach links |                                            | Bahnstrecke Clamecy–Gilly-sur-Loire von Cercy-la-Tour                                                                              | Bahnstrecke Clamecy–Gilly-sur-Loire von Cercy-la-Tour                                                                              |
| | 229,0                                      | Bahnstrecke Clamecy–Nevers nach Nevers (Abzw. Beaugy)                                                                              | Bahnstrecke Clamecy–Nevers nach Nevers (Abzw. Beaugy)                                                                              |
| Brücke über Wasserlauf | ~229,6                                     | Sauzay | Sauzay |
| Bahnübergang | ~229,9                                     | D 977 (ehem. N 151) | D 977 (ehem. N 151) |
| Strecke mit Straßenbrücke | ~230,3                                     | N 151 (neue Trasse) | N 151 (neue Trasse) |
| ehemaliger Haltepunkt / Haltestelle | 231,6                                      | Moulot | 171 m |
| ehemaliger Bahnhof | 236,4                                      | Billy-sur-Oisy | 203 m |
| Grenze | ~240,4                                     | Département Nièvre / Yonne | Département Nièvre / Yonne |
| ehemaliger Bahnhof | 244,2                                      | Étais | 255 m |
| Grenze | ~246,9                                     | Département Yonne / Nièvre | Département Yonne / Nièvre |
| ehemaliger Bahnhof | 252,0                                      | Entrains | 221 m |
| |                                            | Streckenende | |
| Strecke mit Straßenbrücke (Strecke außer Betrieb) | ~252,2                                     | D 957 (ehem. N 457) | D 957 (ehem. N 457) |
| Bahnhof (Strecke außer Betrieb) | 258,6                                      | Ciez-Couloutre | 222 m |
| Bahnhof (Strecke außer Betrieb) | 262,9                                      | Perroy | 200 m |
| Bahnhof (Strecke außer Betrieb) | 268,0                                      | Donzy | 188 m |
| Bahnhof (Strecke außer Betrieb) | 274,6                                      | Suilly | 169 m |
| Haltepunkt / Haltestelle (Strecke außer Betrieb) | 277,5                                      | Saint-Quentin | 166 m |
| Bahnhof (Strecke außer Betrieb) | 280,5                                      | Saint-Martin-Saint-Laurent | 164 m |
| Strecke mit Straßenbrücke (Strecke außer Betrieb) |                                            | A 77 | A 77 |
| |                                            | | |
| Abzweig ehemals geradeaus, ehemals nach links und von links |                                            | Bahnstrecke Moret-Veneux-les-Sablons–Lyon-Perrache n. Lyon-P. u. Bahnstrecke Saint-Germain-du-Puy–Cosne-Cours-sur-Loire n. Bourges | Bahnstrecke Moret-Veneux-les-Sablons–Lyon-Perrache n. Lyon-P. u. Bahnstrecke Saint-Germain-du-Puy–Cosne-Cours-sur-Loire n. Bourges |
| |                                            | | |
| Brücke über Wasserlauf |                                            | Nohain | Nohain |
| Strecke mit Straßenbrücke | ~288,8                                     | D 33A (ehem. N 455) | D 33A (ehem. N 455) |
| Bahnhof | 289,2 195,1                                | Cosne-sur-Loire | 149 m |
| |                                            | Bahnstrecke Moret-Veneux-les-Sablons–Lyon-Perrache n. Moret-Veneux                                                                 | |

Die Bahnstrecke Laroche-Migennes–Cosne ist eine eingleisige, 134 km lange, nicht elektrifizierte Eisenbahnstrecke in Frankreich, die von der Bahnstrecke Paris–Marseille bei Streckenkilometer 155 ausgehend, zunächst in südliche und nach etwa der Hälfte ihrer Gesamtstrecke in westliche Richtung bis zur zweiten wichtigen Magistrale dieser Region, der Bahnstrecke Moret-Veneux-les-Sablons–Lyon-Perrache vordringt. Etwas über die Hälfte der Strecke wird, Stand 2023, noch befahren und an zwei von ehemals fünf Unterwegspunkten gibt es Anschluss zu anderen Strecken.

## Geschichte

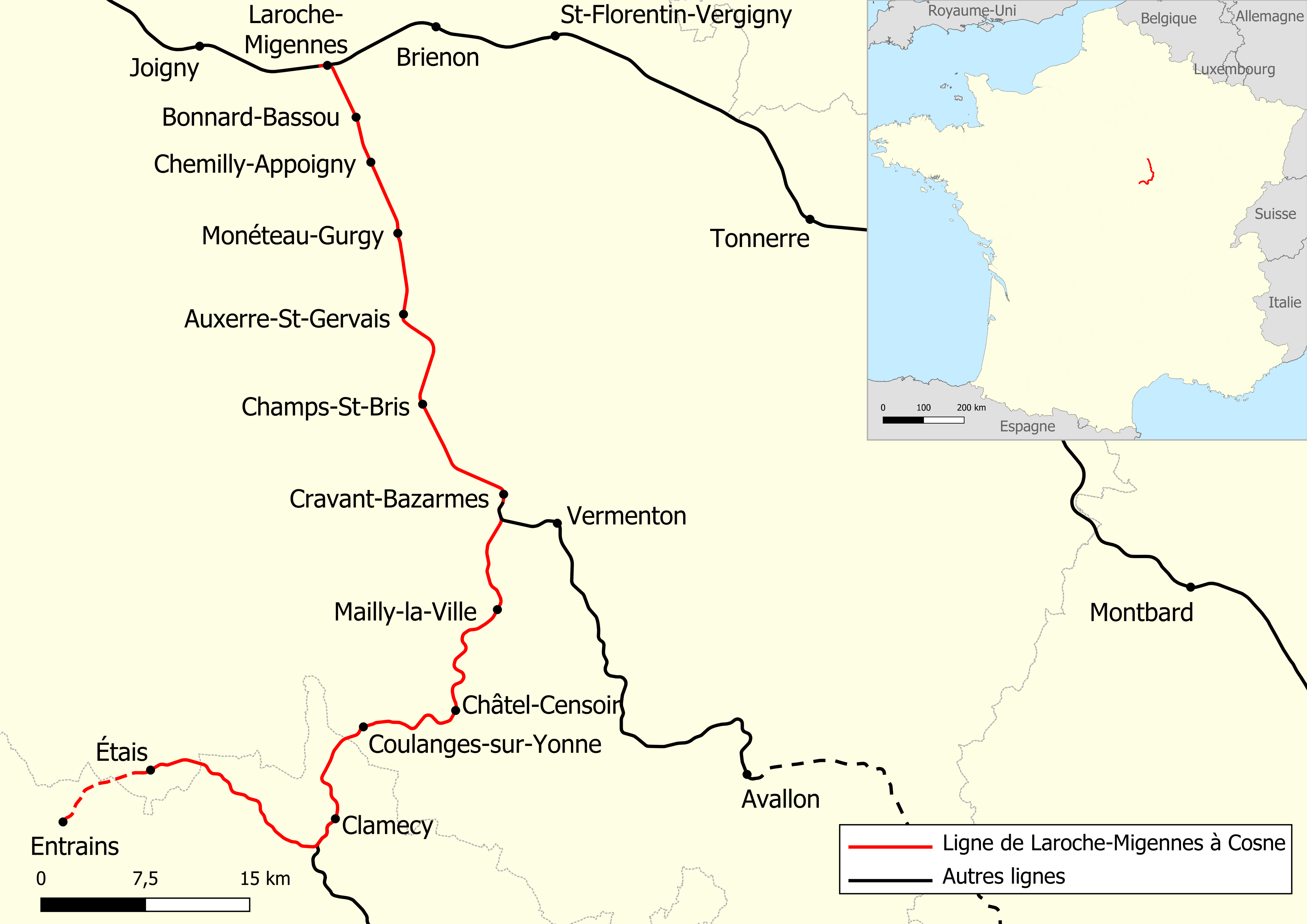
Streckenplan

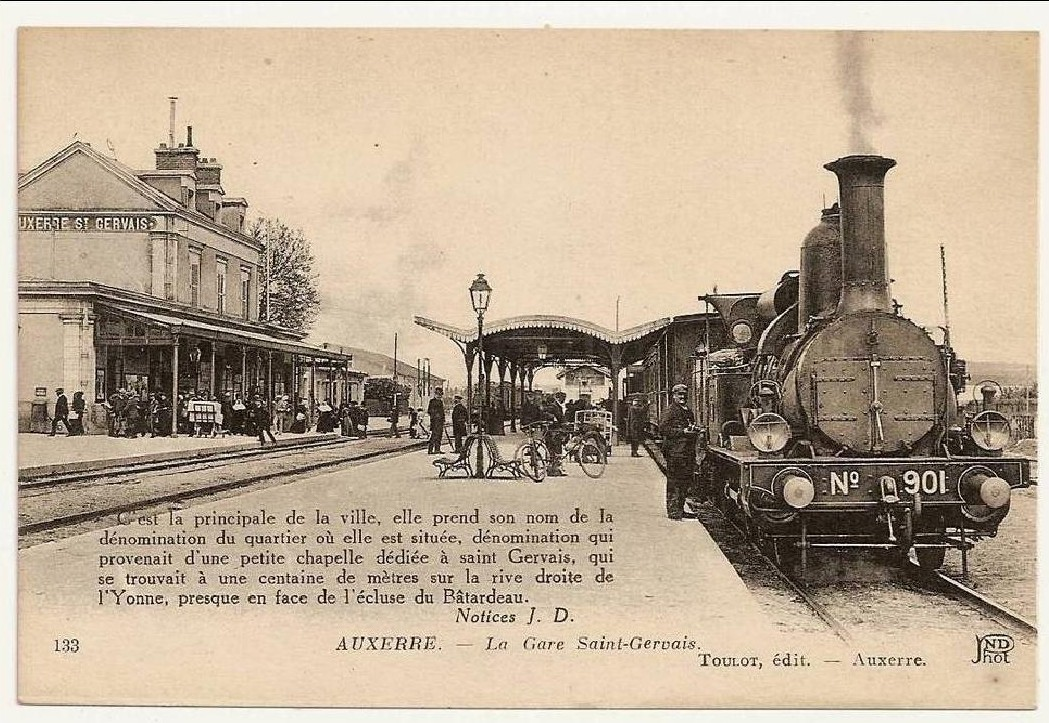
Bahnhof Auxerre-Saint-Gervais um 1900

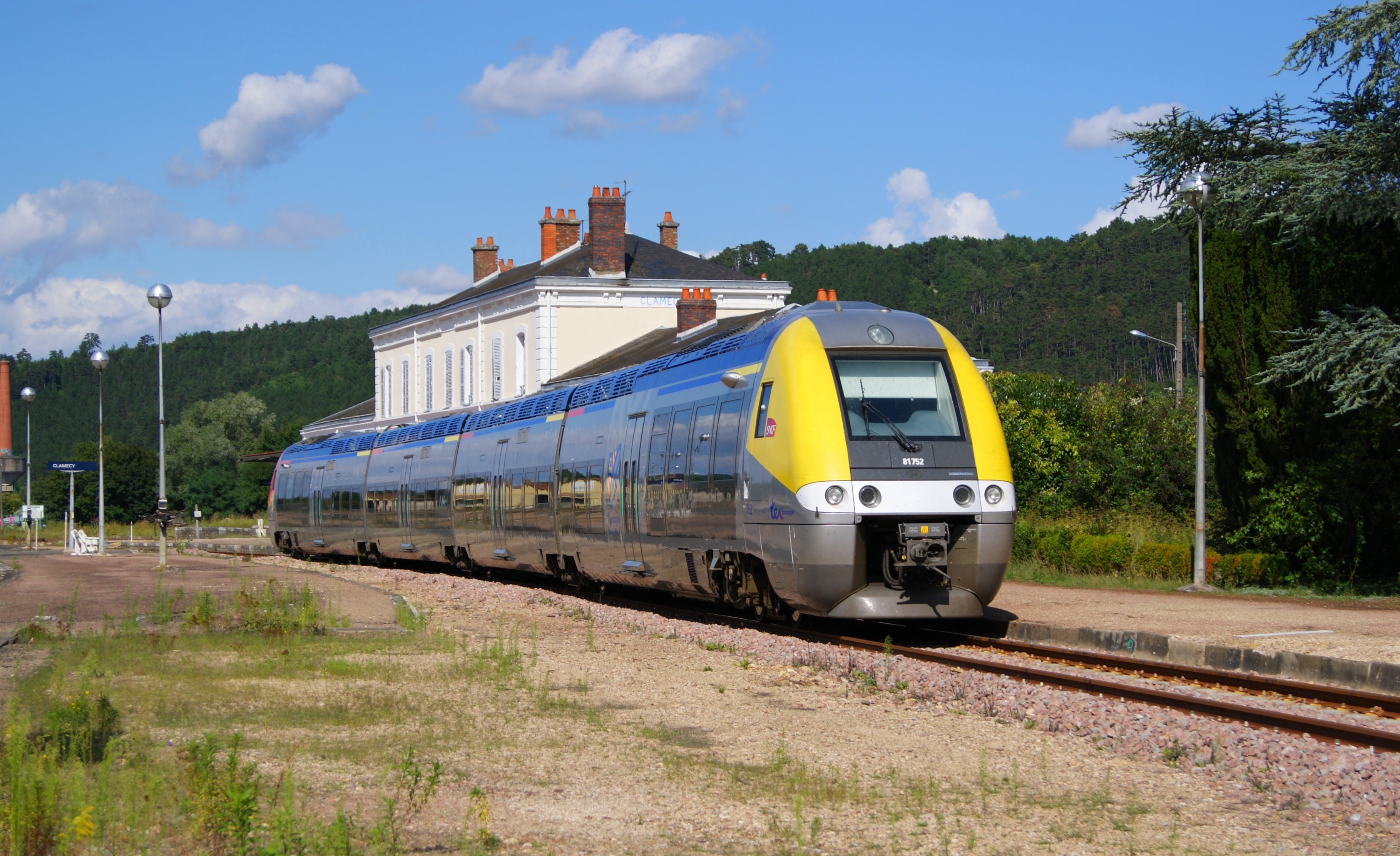
Triebzug der Baureihe B 81500 im Bahnhof Clamecy

Diese Bahnstrecke gehört zu den früh eröffneten Erschließungen. Bereits am 11. August 1855 konnte der erste, nördliche Abschnitt Laroche-Migennes–Auxerre für den Personenverkehr in Betrieb genommen werden, der Güterverkehr etwa zwei Monate später am 4. Oktober. Es folgte Auxerre–Clamecy am 4. Juli 1870, dauerte dann aber doch noch 23 Jahre bis zum westlichen Lückenschluss am 1. Juni 1893. Dieser letztgenannte Abschnitt war der erste, der bereits vor dem Zweiten Weltkrieg stillgelegt wurde. Am 15. Mai 1938 gab es keinen Personenverkehr mehr zwischen Clamecy und Cosne-sur-Loire, 1952 folgte die etwas kürzere Strecke Entrains–Cosne-sur-Loire, die im Sommer 1969 schließlich entwidmet wurde. In den Jahren 1889/1890 erfolgte der doppelgleisige Ausbau zwischen Laroche und Clamecy, der von Anfang an intendiert gewesen war.
Die Konzession für den Bau und Betrieb der Strecke wurde eingereicht von der Compagnie du chemin de fer de Paris à Lyon (PL), die nur zwischen 1846 und 1857 existierte und deren Vermögen und Rechte von der Compagnie des chemins de fer de Paris à Lyon et à la Méditerranée (PLM) übernommen wurden. Folglich war die PLM auch Rechtsnachfolger für diese Strecke. Mit dieser Konzession war die Verpflichtung verbunden, den Betrieb innerhalb von zwei Jahren herzustellen. Es gab weder Zinsgarantien noch Subventionen, trotzdem ließ sich das Unternehmen darauf ein, da es sich steigende Erträge dadurch erhoffe, mit Auxerre die Départementshauptstadt an das Schienennetz angeschlossen zu haben. Der Bau für das erste Teilstück verschlang 4 Mio. Franken. Außer zwei Brücken über den Armançon mit einer Länge von 111 Metern und den Serein (82 m) sowie drei Bahnstationen gab es keine nennenswerten Hochbauten und durch die weitgehend flache Topografie auch kaum Erdarbeiten.
Schwierigkeiten beim Kauf des benötigten Geländes für den zweiten, 53 km langen Bauabschnitt bis Clamecy verzögerten den Baubeginn, dessen Fortschritt sehr bald durch ein Hochwasser der Yonne behindert wurde, die auf dem gesamten Abschnitt parallel verläuft und mehrfach gekreuzt wird. Die Arbeiten wurden erst im Frühjahr 1868 wieder aufgenommen und dauerten mehr als zwei Jahre und der Bahnbetrieb konnte erst am 4. Juli 1870 aufgenommen werden. Insgesamt ist dies ein sehr aufwändiger Bauabschnitt, der nur deshalb durchgeführt wird, weil sich die Strecke in Clamecy in zunächst zwei Äste teilt. Ursprünglich war nur eine Fortführung in Richtung Nevers vorgesehen.
Der Bau des letzten, westlichen Abschnitts ist durch strategische Überlegungen intendiert. Obwohl ein waldreicher Höhenzug überwunden werden muss, weist die Strecke nur eine maximale Steigung von 10 ‰ auf und wurde von Anfang an zweigleisig gebaut. 1889/1890 waren auch die beiden anderen Abschnitte auf zwei Gleise ausgebaut worden. Jedoch bauten die deutschen Besatzer im Zweiten Weltkrieg das zweite Gleis in diesem dritten Abschnitt wieder ab, weil es wegen Materialmangel an einer anderen Stelle dringender benötigt wurde. In Étais wird mit 255 Meter der höchste Punkt der Strecke erreicht. Mit ihrer Eröffnung des letzten Teilstücks am 1. Juni 1893 war die Strecke vollendet.
Mit der Verstaatlichung der privaten Bahngesellschaften in Frankreich und Zusammenführung zur SNCF war der Abschnitt Clamecy–Cosne (3. Teilstück) eine der ersten Strecken im Land, die zum 15. Mai 1938 für den Personenverkehr geschlossen wurden. Seit Sommer 1969 wurden die Schienen zwischen Entrains und Cosne abgebaut, nachdem bereits zum 18. Mai 1952 der Güterverkehr eingestellt worden und eine Wiederaufnahme nicht abzusehen war.
Von 1977 bis 2006 war der Teil zwischen Clamecy und Entrains an die private Gesellschaft Chemins de fer et transport automobile (CFTA) verpachtet, die Getreidesilos in Étais und Entrains bediente. Anschließend übernahm die SNCF den Güterverkehr wieder in Eigenregie. Seit Januar 2013 wurde nur noch das Silo in Étais angefahren; 2019 endeten auch die Transporte zwischen Clamecy und Étais.

## Betrieb
Züge der SNCF werden von TER Bourgogne-Franche-Comté bereitgestellt und betrieben sowie von Bussen (Service Routier) ergänzt. Züge verkehren von Paris-Bercy bis Avallon an der Bahnstrecke Cravant-Bazarnes–Dracy-Saint-Loup und Corbigny an der Bahnstrecke Clamecy–Gilly-sur-Loire. Zwischen Laroche-Migennes und Auxerre gibt es tagsüber einen angenäherten Stundentakt, wobei etwa zweistündlich die Züge von und nach Paris durchgebunden sind; südlich von Auxerre verkehren die Züge deutlich seltener. Einzelne Züge von Auxerre werden auch ab Laroche-Migennes nach Dijon durchgebunden.